# Premio Fernando Lara de Novela
Il Premio Fernando Lara per il romanzo (Premio Fernando Lara de Novela) è un riconoscimento letterario attribuito annualmente al miglior romanzo inedito scritto in lingua spagnola.
È stato istituito nel 1996 in onore di Fernando Lara Bosch, figlio minore del fondatore di Editorial Planeta José Manuel Lara Hernández, morto in un incidente d'auto nel 1995.
Riconosce al vincitore un premio di 120.000 euro oltre alla pubblicazione dell'opera inedita.

## Albo d'oro
| Anno | Opera vincitrice                        | Autore                 | Nazionalità | Traduzione             |
| ---- | --------------------------------------- | ---------------------- | ----------- | ---------------------- |
| 1996 | El amargo don de la belleza             | Terenci Moix           | Spagna      |                        |
| 1997 | La forja de un ladrón                   | Francisco Umbral       | Spagna      |                        |
| 1998 | Señorita                                | Juan Eslava Galán      | Spagna      |                        |
| 1999 | La sonrisa de la Gioconda               | Luis Racionero         | Spagna      |                        |
| 2000 | Un largo silencio                       | Ángeles Caso           | Spagna      |                        |
| 2001 | Clara y la penumbra                     | José Carlos Somoza     | Spagna      | Clara e la penombra    |
| 2002 | Los colores de la guerra                | Juan Carlos Arce       | Spagna      |                        |
| 2003 | Lobas de mar                            | Zoé Valdés             | Cuba        |                        |
| 2004 | El último laberinto                     | Mercedes Salisachs     | Spagna      |                        |
| 2005 | El secreto del rey cautivo              | Antonio Gómez Rufo     | Spagna      |                        |
| 2006 | Muertes paralelas                       | Fernando Sánchez Dragó | Spagna      |                        |
| 2007 | El alma de la ciudad                    | Jesús Sánchez Adalid   | Spagna      |                        |
| 2008 | El judío de Shanghái                    | Emilio Calderón        | Spagna      |                        |
| 2009 | Esperando a Robert Capa                 | Susana Fortes          | Spagna      | Istantanea di un amore |
| 2010 | Barrio cero                             | Javier Reverte         | Spagna      |                        |
| 2011 | Contigo aprendí                         | Silvia Grijalba        | Spagna      |                        |
| 2012 | La berlina de Prim                      | Ian Gibson             | Spagna      |                        |
| 2013 | Luisa y los espejos                     | Marta Robles           | Spagna      |                        |
| 2014 | Canta solo para mí                      | Nativel Preciado       | Spagna      |                        |
| 2015 | El último paraíso                       | Antonio Garrido        | Spagna      |                        |
| 2016 | Mi recuerdo es más fuerte que tu olvido | Paloma Sánchez-Garnica | Spagna      | Mi ricorderò di te     |
| 2017 | Después del amor todo son palabras      | Sonsoles Ónega         | Spagna      |                        |
| 2018 | Canción de sangre y oro                 | Jorge Molist           | Spagna      |                        |
| 2019 | Algún día, hoy                          | Ángela Becerra         | Colombia    |                        |
| 2020 | La bruma verde                          | Gonzalo Giner          | Spagna      |                        |
| 2021 | Hasta donde termina el mar              | Alaitz Leceaga         | Spagna      |                        |
| 2022 | Adiós, pequeño                          | Máximo Huerta          | Spagna      |                        |
| 2023 | La rebelión de los buenos               | Roberto Santiago       | Spagna      |                        |
| 2024 | Cuando la tormenta pase                 | Manel Loureiro         | Spagna      |                        |